# Nosologia Militaris
Die Nosologia Militaris ist ein als "intern"  klassiertes Reglement der Schweizer Armee.
Es wird an Truppenärzte abgegeben und dient dazu, einerseits militärärztliche Eintragungen ins Dienstbüchlein betreffend Tauglichkeiten bei Rekrutierungen oder Untersuchungen zu machen, andererseits dient es der Kommunikation zwischen Personen, die dem Arztgeheimnis unterstehen.
Ein Eintrag im Dienstbüchlein wird normalerweise mit NM eingeleitet, gefolgt von einer Codeziffer für die Diagnose.